# Sasha Zhoya
Sasha Zhoya (Subiaco, 25 giugno 2002) è un ostacolista e astista francese con cittadinanza australiana, campione mondiale under 20 dei 110 metri ostacoli a Nairobi 2021.
È l'attuale detentore delle migliori prestazioni mondiali under 18 e under 20 dei 110 metri ostacoli, rispettivamente con 12"87 e 12"72, e dei 60 metri ostacoli indoor con 7"48 e 7"34. Nel salto con l'asta detiene invece la migliore prestazione mondiale under 18 all'aperto con 5,56 m.

## Record nazionali

### Australia
Under 18
- 60 m hs indoor (91,4 cm): 7"48 ( Liévin, 24 febbraio 2019)
- 110 m hs (91,4 cm): 12"87 ( Angers, 6 luglio 2019)
- Salto con l'asta: 5,56 m ( Sydney, 1º aprile 2019)
- Salto con l'asta indoor: 5,32 m ( Liévin, 23 febbraio 2019)

### Francia
Under 20
- 60 m hs indoor (99,0 cm): 7"34 ( Miramas, 22 febbraio 2020)
- 110 m hs (99,0 cm): 12"72 ( Nairobi, 21 agosto 2021)

## Palmarès
| Anno | Manifestazione  | Sede     | Evento   | Risultato  | Prestazione | Note                                  |
| ---- | --------------- | -------- | -------- | ---------- | ----------- | ------------------------------------- |
| 2021 | Europei U20     | Tallinn  | 110 m hs | Oro        | 13"05       | Record dei campionati                 |
| 2021 | Mondiali U20    | Nairobi  | 110 m hs | Oro        | 12"72       | Miglior prestazione mondiale under 20 |
| 2022 | Mondiali        | Eugene   | 110 m hs | Semifinale | 13"47       |                                       |
| 2022 | Europei         | Monaco   | 110 m hs | 8º         | 16"51       |                                       |
| 2023 | Europei U23     | Espoo    | 110 m hs | Oro        | 13"31       |                                       |
| 2023 | Mondiali        | Budapest | 110 m hs | 6º         | 13"26       |                                       |
| 2024 | Giochi olimpici | Parigi   | 110 m hs | Semifinale | 13"34       |                                       |

## Campionati nazionali
2020
- Argento ai campionati francesi, 200 m piani - 20"68

2022
- Oro ai campionati francesi, 110 m hs - 13"17

## Altre competizioni internazionali
2022
- 5º all'Herculis ( Monaco), 110 m hs - 13"21
- Argento al Meeting de Paris ( Parigi), 110 m hs - 13"40

2024
- Oro al Meeting de Paris ( Parigi), 110 m hs - 13"15 =
- Argento al Weltklasse Zürich ( Zurigo), 110 m hs - 13"10
- Oro al Memorial Van Damme ( Bruxelles), 110 m hs - 13"16
- Vincitore della Diamond League nella specialità dei 110 m hs

## Riconoscimenti
- Atleta europeo emergente dell'anno (2021)